# Bohusläns Fotbollförbund
Der Bohusläns Fotbollförbund (dt. Fußballverband von Bohuslän) ist ein regionaler Fußballverband in Schweden. Er ist einer der 24 Mitgliedsverbände des Svenska Fotbollförbundet. Er hat seinen Sitz in Henån, Västra Götalands län und organisiert den Fußballspielbetrieb in der ehemaligen Provinz Bohuslän. Der Verband wurde 1917 gegründet und besteht derzeit aus 70 Mitgliedern und wird durch Tommy Pettersson geleitet.

## Mitgliedsvereine
| - Bokenäs IF - Bovallstrands IF - Bullarens GOIF - DFK Valla - Dyröns IF - FC Herrsta - Fjällbacka IK - Footballclub Stenungsunds IF - Gilleby IF - Gilleby-Stala Orust FC - Grebbestads IF - Groheds IF - Grundsunds IF - Hällevadsholms SK - Hamburgsunds IF - Hedekas IF - Henån FC - Henåns IF - Herrestads AIF - Hogstorps FK - Hogstorps IF - Hunnebostrands GOIF - IF Uddevallakamraterna - IFK Lane | - IFK Strömstad - IFK Uddevalla - IFK Valla - IK Oddevold - IK Rössö Uddevalla - IK Rössö United - IK Svane - Käringöns IF - Kungshamns IF - Lane FC - Ljungskile SK - Lyse FF - Lysekils FF - Mollösunds IF - Morlanda GOIF - Munkedals IF - Myckleby FK - Myckleby IK - Ödsmåls IK - Överby IF - Rabbalshede IK - Rönnängs FF - Rosseröds IK - Sibräcka GOIF | - Skärhamns FC - Skärhamns IK - Skee IF - Skredsviks SK - Slättens IK - Smögens IF - Sotenäs DFF - Sotenäs FC - Stala IF - Stångenäs AIS - Stångenäs FF - Stenshults IF - Stenungsunds Futsal Förening - Stenungsunds IF - Svarteborg Dingle IF - Svenshögens SK - Tanums IF - Tjörns DFF - Torp GOIF - Uddevalla IS - Vallens FF - Vallens IF |

## Ligabetrieb

### Herren
- Division 4 – eine Liga (gemeinsam mit Dalslands FF)
- Division 5 – eine Liga
- Division 6 – zwei Ligen[1]

### Damen
- Division 3 – eine Liga (gemeinsam mit Dalslands FF)
- Division 4 – eine Liga (gemeinsam mit Dalslands FF)
- Division 5 – eine Liga[1]